# Sukagawa
Sukagawa (須賀川市, Sukagawa-shi) est une municipalité ayant le statut de ville dans la préfecture de Fukushima, au Japon.

## Géographie

### Situation
Sukagawa est située dans le centre la préfecture de Fukushima.

### Démographie
Le 1er septembre 2010, la ville avait une population de 79 575 habitants, une densité de population de 285 hab/km2 et une superficie de 279,55 km2. En novembre 2022, la population était de 73,786 habitants

### Climat
Sukagawa a un climat subtropical humide caractérisé par des étés doux et des hivers froids avec de fortes chutes de neige. La température moyenne annuelle à Sukagawa est de 11,8 °C. La pluviométrie annuelle moyenne est de 1 261 mm, septembre étant le mois le plus humide.

### Hydrographie
Sukagawa est traversée par le fleuve Abukuma.

## Histoire
Sukagawa a été créée le 31 mars 1954, par fusion des bourgs de Sukagawa et Hamada et des villages de Nishibukuro et Inada, dans le district d'Iwase, et du village d'Oshioe dans de district d'Ishikawa.
La ville a fusionné ensuite avec le village de Niida dans le district d'Iwase le 10 mars 1955, avec le village d'Ohigashi dans le district d'Ishikawa le 1er février 1967, et finalement avec le bourg de Naganuma et le village d'Iwase, dans le district d'Iwase, le 1er avril 2005.
Le 11 mars 2011, le barrage Fujinuma s'effondre à la suite du séisme de 2011 de la côte Pacifique du Tōhoku.

## Culture locale et patrimoine
Sukagawa est populaire pour son jardin de la Pivoine (須賀川牡丹園, Sukawaga botan-en), désigné lieu de beauté pittoresque, et son festival de la grande torche, qui a lieu depuis plus de 400 ans.

## Transports
Sukagawa est desservie par les routes nationales 4, 18 et 295.
La ville est desservie par les lignes Tōhoku et Suigun de la JR East.

## Symboles municipaux
Les symboles municipaux sont le martin-pêcheur d'Europe, le pin et la pivoine.

## Jumelage
Sukagawa est jumelée avec Luoyang en Chine.